# Calloodes rayneri
Calloodes rayneri är en skalbaggsart som beskrevs av Macleay 1864. Calloodes rayneri ingår i släktet Calloodes och familjen Rutelidae. Inga underarter finns listade.